# Shaglli
Shaglli ist eine Ortschaft und eine Parroquia rural („ländliches Kirchspiel“) im Kanton Santa Isabel der ecuadorianischen Provinz Azuay. Die Parroquia besitzt eine Fläche von 254,8 km². Die Einwohnerzahl lag im Jahr 2010 bei 2155. Die Parroquia wurde am 17. April 1884 im Kanton Girón gegründet. Am 20. Januar 1945 entstand der Kanton Santa Isabel und Shaglli wurde ein Teil davon.

## Lage
Die Parroquia Shaglli liegt in den Anden im zentralen Südwesten der Provinz Azuay. Der Ort Shaglli befindet sich auf einer Höhe von 2720 m, knapp 14 km nordnordwestlich des Kantonshauptortes Santa Isabel. Das Areal wird größtenteils über den Río San Francisco, ein rechter Nebenfluss des Río Jubones, in südsüdwestlicher Richtung entwässert. Lediglich der Nordwesten bildet das Quellgebiet des Río San Miguel, der Oberlauf des Río Gala, ein Zufluss des Golfs von Guayaquil. Im Norden verläuft die Verwaltungsgrenze entlang einem bis zu 4000 m hohen Höhenkamms, der die kontinentale Wasserscheide bildet.
Die Parroquia Shaglli grenzt im Osten an die Parroquia San Fernando (im gleichnamigen Kanton), im Süden an die Parroquia San Salvador de Cañaribamba, im Westen an die Parroquia Pucará (im gleichnamigen Kanton), im Nordwesten an die Parroquia El Carmen de Pijilí (Kanton Camilo Ponce Enríquez) sowie im Norden an die Parroquias Chaucha und Baños (beide im Kanton Cuenca).